# شیئیکان

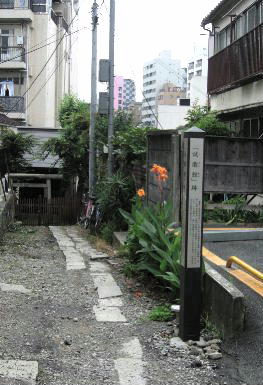
آثار بازمانده از شیئیکان

شیئیکان (به ژاپنی: 試衛館 しえいかん)، یک دوجو (محل تمرین شمشیرزنی) برای سبک تننن ریشین-ریو بود که در اواخر دوره ادو (پایان شوگون‌سالاری توکوگاوا) در شهر ادو واقع شده بود.
در سال ۱۸۳۹ توسط کوندو شوسوکه سوم (?-۱۸۶۷)، پدرخوانده کوندو ایسامی و بنیان‌گذار تنن ریشین ریو، تأسیس شد. در حال حاضر در خیابان ایچیگایا یاناگیچو ۲۵، شینجوکو-کو، توکیو واقع شده است.